# Масмуди, Мухаммед
Мухаммед Масмуди (араб. محمد المصمودي‎;  29 мая 1925, Махдия, протекторат Тунис — 7 ноября 2016, Махдия, Тунис) — тунисский государственный деятель, министр иностранных дел Туниса (1970—1974).

## Биография
Был 13-м ребенком в семье рыбака. 
Окончил колледж Садики в г. Тунисе, затем изучал философию, литературу и политические науки в Парижском университете, там же стал президентом Ассоциации студентов Туниса и местной партийной ячейки. поскольку еще в юности вступил в партию «Новый Дестур» Хабиба Бургибы, в 1953 г. ненадолго задерживался французскими властями протектората. В 1953 г. был выслан из Франции за политическую деятельность. 
В 1955 г. он был избран членом Политбюро партии «Новый Дестур». После обретения Тунисом автономии в 1954 г. был назначен стал государственным министром в министерстве экономики, в 1955 г. — министром экономики и торговли. Входил в состав тунисской делегации, участвовавшей в церемонии закрытия французского протектората.
После обретения независимости в апреле 1956 года — государственным министром в министерстве иностранных дел. В 1957 г. был избран Политбюро Социалистической партии «Дестур», в 1958 г. был ненадолго выведен из его состава, а в 1959 г. восстановлен. Выступал за внутрипартийный баланс между социалистами и либералами.
В 1957—1959 гг. — посол в ЧССР, в 1959—1961 гг. — министр информации, одновременно в 1960-1961 гг. занимал пост министра туризма. Однако вновь попал в опалу к президенту Бургибе из-за своего сближения с редакцией издававшегося в Париже панамериканского журнала «Жён Африк». Через определенное время сумел восстановить свои позиции: в 1965—1970 гг. — посол во Франции.
В 1970—1974 гг. — министр иностранных дел Туниса. В этот периоды были установлены дипломатические отношения с ГДР (декабрь 1972 г.). В большей мере, чем его предшественники отдавал приоритет панарабскому вектору. Самым заметным этапом его карьеры стал проект создания Арабской Исламской Республики (1974) и он же послужил причиной его политического краха. Тунисско-ливийский союз встретил сильную оппозицию внутри правящей партии и премьер-министра Хеди Нуиры. Под этим давлением президент Бургиба отказался от подписанных соглашений уже через три дня после их заключения. В январе 1974 г. их инициатор был смещен с поста министра иностранных дел, а 9-м съезде Социалистической партии «Дестур» — исключен из партии.
Был обвинен в получении взяток от французской стороны и был вынужден эмигрировать во Францию. Стоимость его парижского отеля была оплачена Ливией, из Ливии в 1977 г. он поддержал профсоюзное движение Туниса, которое протестовало против режима Бургибы. В 1977 г. опубликовал в книге «Арабы в шторме» длинное открытое письмо президенту Бургибе. Был арестован по возвращении в Тунис и оставался под домашним арестом до 1980 г. После публичного дистанцирования от Муаммара Каддафи в 1980 г. был освобожден и выслан в Ливию. В 1984 г. Каддафи предложил ему пост представителя Ливии в ООН, но Масмуди не хотел лишаться своего тунисского гражданства. После смещения Бургибы он в 1987 г. вернулся в Тунис, но не играл никакой роли до Жасминовой революции (2010/2011). 
С 2010 г. проживал в Объединенных Арабских Эмиратах.